# Arturo Coste
Arturo Coste Alvaradejo (15 giugno 1927 – ...) è stato un pallanuotista messicano.
Ha fatto parte del Messico che ha partecipato al torneo di pallanuoto ai Giochi di Helsinki 1952.
Nel 1950 e nel 1954 ha vinto l'oro ai Giochi centramericani e caraibici.